# Kutaraja (Maleber)
Kutaraja is een bestuurslaag in het regentschap Kuningan van de provincie West-Java, Indonesië. Kutaraja telt 2933 inwoners (volkstelling 2010).